# سنترينو
سنترينو (Centrino) هو اسم تجاري (ماركة) تابعة لشركة إنتل تتضمن حالياً التجهيزات المتعلقة بخدمات واي-فاي ووايماكس. كان الاسم يستخدم قبل 2010 لتسويق منصات تتضمن مجموعة شرائح ووحدات المعالجة المركزية وتصميم اللابتوب على العموم.
تشتمل تكنولوجيا سنترينو على معالج جديد صمم خصيصاً للأجهزة المحمولة، إلى جانب مجموعة من الشرائح المتناغمة معه، ووظائف الشبكة اللاسلكية، حيث تم تطوير واختبار وتقييم هذه المكونات جميعها للعمل سوياً في تناغم تام، وبالإضافة إلى الاتصالات اللاسلكية فإن تكنولوجيا سنترينو للأجهزة المحمولة تشتمل أيضاً على سمات صممت على نحو يتيح للبطارية العمل لفترة أطول، كما أنها تكفل التوصل إلى تصميمات للأجهزة تكون ذات وزن أخف وسمك أقل، والرقي بأدائها إلى مستويات أعلى
وفي هذا المنحى يقول كريج باريت الرئيس التنفيذي لشركة إنتل: إن تخليص جهاز الكمبيوتر من قيود الأسلاك سوف يؤدي وبصورة جذرية إلى تغيير طريقة استخدام الكمبيوتر، وسيتيح ذلك للمستخدمين القيام بالاتصالات، بالإضافة إلى رفع مستويات إنتاجهم، أو أن يحصلوا على الترفيه في أي وقت ومن أي مكان يريدون ذلك. وفي هذا المجال فإن تركيزنا المنصب على الجمع بين جميع عناصر التقنيات المحمولة سيساعد تكنولوجيا سنترينو للأجهزة المحمولة من إنتل على توفير تجربة رائعة عند استخدام أجهزة الكمبيوتر اللاسلكية. كما أن التقنية بحد ذاتها تمثل أول بادرة من جانبنا للجمع بين العديد من التقنيات تحت علامة تجارية واحدة. لذلك فإن هذا الإبداع الخارق إلى جانب الاستثمارات من قبل مختلف أقطاب هذه الصناعة مع عمليات نشر تكنولوجيا النقط الساخنة لشبكات واي – فاي سوف تعمل جميعها على توفير إمكانات الكمبيوتر والاتصالات للشركات والأفراد على حدّ سواء، عن طريق إضافة قيمة جديدة لأجهزة الكمبيوتر الشخصية المحمولة

## اقرأ أيضاً
- سيليرون